# Business (Eminem)
Business (reso graficamente BUSINƎSS) è un singolo del rapper Eminem, pubblicato nel 2003 come quinto estratto dal suo quarto album in studio, The Eminem Show.

## Descrizione
È stata pubblicata come singolo nel 2003, fuori degli Stati Uniti.
Nella canzone il rapper di Detroit parla di sé e del suo mentore Dr. Dre, che lavorano insieme come Batman e Robin (come nel video di Without Me) nella "rap mobile". Secondo il testo, la loro missione è mantenere puro il mondo hip hop. Spesso si sente l'urlo tipico di Dr. Dre, "hell yeah".
Uno dei versi descrive i due rapper come «il duo musicale più temuto da quando Eminem ed Elton hanno giocato la roulette russa della loro carriera». Ciò si riferisce a quando Eminem ha cantato Stan insieme ad Elton John, ai Grammy Awards del 2001.

## Versioni video
Per questa canzone non è stato girato nessun video promozionale. Perciò le reti TV musicali trasmettono spesso versioni dal vivo della canzone.